# 정목부인
정목부인 왕씨(貞穆夫人 王氏)는 태조(太祖)의 제7후비이고 본관은 강릉(江陵)이다. 아버지는 강릉 김씨 김수원으로 왕경은 사성 받은 이후 개명한 이름이다. 6촌으로 태조의 제14비인 대명주원부인 왕씨가 있다.

## 가계
- 아버지: 명주 왕경(溟州 王景)
  - 남편 : 제1대 태조 신성대왕(太祖 神聖大王, 877~943 재위: 918~943)
    - 딸: 순안왕대비(順安王大妃)